# Гьонис, Панайотис
Панайо́тис Гьо́нис (греч. Παναγιώτης Γκιώνης; 1 июля 1980, Афины, Греция) — греческий игрок в настольный теннис, серебряный и бронзовый медалист чемпионата Европы. Участник пяти Олимпийских игр.

## Биография
Гьонис родился в 1980 году в Афинах.
С 2001 года играет профессионально в Германии и Франции. В настоящий момент играет за немецкий клуб «Боруссия», Дюссельдорф.
16 мая 2011 года Международная федерация настольного тенниса опубликовала список из 28 спортсменов, которые получили именные олимпийские лицензии для участия в летних Олимпийских играх 2012 года в Лондоне и, войдя в список благодаря своему мировому рейтингу, получил возможность принять участие в своих третьих Олимпийских играх.
На Олимпиаде в Лондоне проиграл в третьем раунде японцу Seiya Kishikawa.
Бронзовый призёр в одиночном разряде и серебряный в командном на чемпионате Европы 2013 года. В ноябре 2014 года достиг наивысшей для себя 18 позиции в мировом рейтинге.
В августе 2014 года Гьонис вошёл в состав сборной Европы, которая играла против сборной Азии в Europe All Star Challenge 1-2 ноября 2014 в Zhang Jia Gang, Китай.
Несмотря на то, что сборная Европы проиграла азиатам, Гьонис получил звание самого популярного игрока этого турнира.
В феврале 2015 года на европейском турнире Top 16, проведённом в Баку, Гьонис получил бронзовую медаль.
Одновременно своим результатом обеспечил для себя участие в Кубке мира 2015 года.
В апреле 2016 года на европейской олимпийской квалификации завоевал право участвовать в Летних Олимпийских играх 2016 года.

## Стиль игры
Гьонис один из немногих игроков первой сотни мирового рейтинга, играющих в защитном стиле. Изначально Гьонис играл чистую классическую защиту, но со временем перешёл к современной защите - с агрессивной атакой с правой стороны, так как по его словам только таким образом можно конкурировать с лучшими современными атакующими игроками.

## Достижения
Одиночный разряд
- Победитель Croatia Open 2017;
- Бронзовый призёр чемпионата Европы: 2013;
- Чемпион Средиземноморских игр: 2009;
- Чемпион Европы U21: 1996;
- Чемпион Балкан U21: 1996
- Чемпион Балкан U15: 1992

Парный разряд
- 1-е место на Чемпионате Балкан U21 1996[8]